# Одилов Ахмаджан
Ахмаджан Одилов (Оділов) (1 травня 1925, селище Гурумсарай, тепер Папського району Наманганської області, Узбекистан — 27 вересня 2017, Папський район Наманганської області, Узбекистан) — радянський діяч, голова колгоспу імені В.І. Леніна Папського району, генеральний директор Папського районного агропромислового об'єднання Наманганської області Узбецької РСР. Депутат Верховної Ради Узбецької РСР трьох скликань. Депутат Верховної Ради СРСР 9—10-го скликань. Член Центральної Ревізійної комісії КПРС у 1966—1971 роках. Герой Соціалістичної Праці (1.03.1965).

## Життєпис
Народився в селянській родині. Батько — голова колгоспу, в вересні 1937 року був репресований, а в 1939 році розстріляний як «ворог народу». 
Трудову діяльність розпочав у дванадцятирічному віці колгоспним табельником. У 1942—1945 роках — заправник тракторної бригади машинно-тракторної станції (МТС) в Узбецькій РСР.
У 1946—1947 роках — рахівник, у 1947—1952 роках — бухгалтер колгоспу «Жаміят» Наманганської області. Закінчив середню школу.
Член ВКП(б) з 1950 року.
У 1952—1955 роках — заступник голови колгоспу, у 1955—1957 роках — головний бухгалтер колгоспу імені Ахунбабаєва Наманганської області. Закінчив середню школу.
У лютому 1957—1974 роках — голова колгоспу імені В.І. Леніна Папського району Намаганської області Узбецької РСР. Поступово став одним із довірених осіб першого секретаря ЦК КП Узбекистану Шарафа Рашидова.
У 1962 році закінчив Ташкентський сільськогосподарський технікум.
Указом Президії Верховної Ради СРСР від 1 березня 1965 року за особливі заслуги в розвитку народного господарства Узбецької РСР Одилову Ахмаджану присвоєно звання Героя Соціалістичної Праці з врученням ордена Леніна і золотої медалі «Серп і Молот».
У 1974—1978 роках — директор радгоспу імені В. І. Леніна Папського району Намаганської області.
У 1978—1984 роках — генеральний директор територіального виробничого об'єднання імені Леніна Папського району (Папського районного агропромислового об'єднання) Наманганської області Узбецької РСР, в яке входило 14 радгоспів і 17 колгоспів.
13 серпня 1984 року заарештований, став одним із найважливіших фігурантів «бавовняної справи», яку розслідували слідчі Т. Гдлян і М. Іванов. Згідно з опублікованими матеріалами справи, встановив в своєму районі напівфеодальний режим, давав хабарі високопоставленим чиновникам Узбецької РСР. Перебував під арештом в Бутирській в'язниці міста Москви. У грудні 1991 року, після здобуття Узбекистаном незалежності, етапований до Узбекистану.
24 грудня 1991 року був звільнений із в'язниці під підписку про невиїзд, в лютому 1992 року — реабілітований спеціальним рішенням уряду Узбекистану. З 1992 по 1993 рік — голова Партії соціальної справедливості «Тимура».
26 червня 1993 року знову заарештований, а чотирма місяцями пізніше Кокандський міський суд засудив його до 4-річного ув'язнення за розкрадання п'яти тонн добрив. Хоч призначений йому термін ув'язнення закінчився в 1996 році, всякий раз, коли наставав час випускати його на волю, Одилова судили знову: то за зберігання наркотиків, то за непокору адміністрації (в 1997, 2001 і 2004 роках), і «додавали» ще 3—4 роки. У підсумку в незалежному Узбекистані Одилов відсидів у в'язниці 16 років.
5 червня 2008 року Ахмаджан Одилов остаточно вийшов на свободу. Проживав в Папському районі Наманганської області. Помер 27 вересня 2017 року.

## Нагороди
- Герой Соціалістичної Праці (1.03.1965)
- три ордени Леніна (1.03.1965, 8.04.1971, 10.12.1973)
- орден Жовтневої Революції (25.12.1976)
- медаль «Ветеран праці»
- медаль «За доблесну працю. В ознаменування 100-річчя з дня народження Володимира Ілліча Леніна»
- медалі